# Liste der Ministerpräsidenten des Königreichs Sardinien
Dies ist eine Liste der Ministerpräsidenten des Königreichs Sardinien (eigentlich Präsident des Ministerrats, italienisch: Presidenti del Consiglio dei Ministri del Regno di Sardegna) vom 1848er Erlass des Statuto Albertino bis zur 1861er Ausrufung des Königreichs Italien.

## Liste
| Bild         | Name (Lebensdaten)                         | Amtsantritt       | Amtsaustritt      | Politische Orientierung |
| ------------ | ------------------------------------------ | ----------------- | ----------------- | ----------------------- |
|              | Cesare Balbo (1789–1853)                   | 18. März 1848     | 27. Juli 1848     | unabhängig              |
|              | Gabrio Casati (1798–1873)                  | 27. Juli 1848     | 15. August 1848   | konservativ             |
|              | Cesare Alfieri di Sostegno (1799–1869)     | 15. August 1848   | 11. Oktober 1848  | konservativ             |
|              | Ettore Perrone di San Martino (1789–1849)  | 11. Oktober 1848  | 16. Dezember 1848 | konservativ             |
|              | Vincenzo Gioberti (1801–1852)              | 16. Dezember 1848 | 21. Februar 1849  | unabhängig              |
|              | Agostino Chiodo (1791–1861)                | 21. Februar 1849  | 27. März 1849     | konservativ             |
|              | Claudio Gabriele de Launay (1786–1850)     | 27. März 1849     | 7. Mai 1849       | unabhängig              |
|              | Massimo d’Azeglio (1798–1866)              | 7. Mai 1849       | 21. Mai 1852      | konservativ             |
| 21. Mai 1852 | Massimo d’Azeglio (1798–1866)              | 4. November 1852  |                   | konservativ             |
|              | Camillo Benso, Conte di Cavour (1810–1861) | 4. November 1852  | 4. Mai 1855       | konservativ             |
| 4. Mai 1855  | Camillo Benso, Conte di Cavour (1810–1861) | 19. Juli 1859     |                   | konservativ             |
|              | Alfonso Ferrero La Marmora (1804–1878)     | 19. Juli 1859     | 21. Januar 1860   | konservativ             |
|              | Camillo Benso, Conte di Cavour (1810–1861) | 21. Januar 1860   | 23. März 1861     | konservativ             |